# 黄云桥
黄云桥（1930年10月—2007年1月11日），河北任丘人，中华人民共和国军事人物，曾任北京军区参谋长、中国人民解放军中将。 

## 生平
1946年10月参军，1948年7月加入中国共产党。解放战争时期，历任晋察冀野战军第2纵队补充团战士、炮兵旅班长，华北军区炮兵第7团后勤处会计、炮兵第40团见习参谋，炮兵第40团作战参谋，先后参加了正太、青沧、清风店、石家庄、太原、沧州、正定、三河、昌黎等40余次战役战斗。朝鲜战争时期，1950年入朝参战，任志愿军炮兵第40团作战参谋，先后参加了第一至五次战役。1959年至1961年春，参加炮击金门作战，任莲河总炮群作战科科长。。
1961年2月至10月，进入宣化炮兵学院速成系学习。1964年4月任北京军区司令部参谋，司令部作战部作战科科长，作战部副部长、部长。1985年1月任北京军区副参谋长，1990年4月至1993年12月任北京军区参谋长。1998年7月离休。
1988年9月被授予少将军衔，1993年7月晋升为中将军衔。1998年荣获胜利功勋荣誉章。
黄云桥是中国共产党第十二次全国代表大会和中国共产党第十四次全国代表大会代表。
2007年1月11日因突发心脏病于北京逝世。